# Craugastor guerreroensis
Craugastor guerreroensis is een kikker uit de familie Craugastoridae. De soort werd voor het eerst wetenschappelijk beschreven door John Douglas Lynch in 1967. Oorspronkelijk werd de wetenschappelijke naam Eleutherodactylus guerreroensis gebruikt. De soortaanduiding guerreroensis betekent vrij vertaald 'wonend in Guerrero'.
De soort is endemisch in Mexico. Craugastor guerreroensis wordt bedreigd door het verlies van habitat.